# 愛你愛到殺死你
《愛你愛到殺死你》是1997年出品的一部香港電影，由李力持執導，黎明、鄭秀文、吳君如、黃偉文等主演。

## 情節介紹
故事講述流行音樂歌手朱金梅經常收到匿名的恐嚇信，經理人阿旦報警求助，警方派出黎樹根假扮同性戀者，充當朱金梅的保姆，暗中保護及調查。原來匿名信是某週刊的記者因報復而發的惡作劇，讓大家虛驚一場。黎樹根起初覺得朱金梅是一個十分傲慢、好高騖遠的人，直到一次朱金梅說出了自己要努力向上爬的原因，使黎樹根對她改觀，開始對她有好感，並鼓勵她不要為工作上對手的陷害而氣餒。一名變態歌迷聲稱要綁架朱金梅，並要與朱金梅一起殉情，令氣氛再度緊張。朱金梅發現黎樹根是警察，對黎樹根的情感也浮出了水面。經理人決定讓朱金梅暫時退出歌壇，在演唱會上，變態歌迷如期出現，黎樹根及時槍擊那名歌迷，化解了危機，最後黎樹根與朱金梅結成夫婦。

## 主要角色
- 黎明－黎樹根（沙展/圍村村長）
- 鄭秀文－朱金梅（Cindy）
- 吳君如－阿笑（樹根之表妹）
- 黃偉文－何包旦（Johnson/契媽/樹根之同學/金梅之經理人）
- 谷德昭－姨媽（金梅之化妝師、企劃）
- 鄭祖－姑媽（金梅之司機、保鑣）
- 黎耀祥－啫喱（金梅之歌迷）
- 夏萍－樹根母
- 林尚義－林Sir（樹根之上司/金梅之世叔）
- 黃卓玲－Ada（歌手/金梅之死對頭）
- 田啟文－記者
- 祝文君－主持
- 李健仁－阿仁（圍村警察/樹根好友）
- 張玉華－阿華（圍村警察/樹根好友）
- 李兆基－Peter（Ada之經理人）
- 八兩金－賣翻版碟小販
- 袁彌明－歌迷
- 卓韻芝－DJ 阿芝

## 電影歌曲
《我們的主題曲》
作詞：黃偉文 作曲：吳國敬
主唱：鄭秀文
- 主題曲：《DNA出錯》（作曲：吳國恩；填詞：周耀輝；編曲：吳國恩；主唱：黎明）
- 插曲：《最後一次》（作曲：陳偉堅；填詞：林夕；編曲：王利名；主唱：鄭秀文）

## 製作人員
- 美術：高振偉
- 燈光：許德祥
- 策劃：江玉儀、李兆基
- 化妝：陳秀嫻
- 道具：原廣興
- 攝影：陳廣鴻
- 剪接：張嘉輝
- 服裝：冼碧霞
- 髮型：鄺耀忠、楊順明
- 錄音：梁力之
- 配樂：吳國恩、亞里安、夏森美、EMP
- 動作設計：谷軒昭
- 製片：周耀山、黃志雄、陳耀華
- 出品人：曾明娜、李國興
- 導演：李力持
- 副導演：陳志成、姚鳳璇
- 編劇：李力持、楊煥彩
- 監製：馬偉豪
- 執行監製：唐慶枝

## 外部連結
- 互联网电影数据库（IMDb）上《愛你愛到殺死你》的资料（英文）
- 香港影庫上《愛你愛到殺死你》的資料（繁體中文）